# Scandinavian Touring Car Championship 2011
Scandinavian Touring Car Championship 2011 var den første sæson af det skandinaviske standardvognsmesterskab, Scandinavian Touring Car Championship, som erstattede de tidligere Swedish Touring Car Championship og Danish Touringcar Championship. Rickard Rydell vandt før Fredrik Ekblom, efter at have endt uafgjort foran målstregen. Teamvinderene blev Team Biogas.se og Semcon Cup, cupen, blev vundet af Joakim Ahlberg.
| 2011 Scandinavian Touring Car Championship | 2011 Scandinavian Touring Car Championship | 2011 Scandinavian Touring Car Championship | 2011 Scandinavian Touring Car Championship | 2011 Scandinavian Touring Car Championship | 2011 Scandinavian Touring Car Championship | 2011 Scandinavian Touring Car Championship | 2011 Scandinavian Touring Car Championship | 2011 Scandinavian Touring Car Championship | 2011 Scandinavian Touring Car Championship | 2011 Scandinavian Touring Car Championship | 2011 Scandinavian Touring Car Championship | 2011 Scandinavian Touring Car Championship | 2011 Scandinavian Touring Car Championship | 2011 Scandinavian Touring Car Championship | 2011 Scandinavian Touring Car Championship | 2011 Scandinavian Touring Car Championship | 2011 Scandinavian Touring Car Championship | 2011 Scandinavian Touring Car Championship | 2011 Scandinavian Touring Car Championship | 2011 Scandinavian Touring Car Championship |
| Forrige sæson                              | Næste sæson                                |                                            |                                            |                                            |                                            |                                            |                                            |                                            |                                            |                                            |                                            |                                            |                                            |                                            |                                            |                                            |                                            |                                            |                                            |                                            |
| Ingen                                      | 2012                                       |                                            |                                            |                                            |                                            |                                            |                                            |                                            |                                            |                                            |                                            |                                            |                                            |                                            |                                            |                                            |                                            |                                            |                                            |                                            |
| ------------------------------------------ | ------------------------------------------ | ------------------------------------------ | ------------------------------------------ | ------------------------------------------ | ------------------------------------------ | ------------------------------------------ | ------------------------------------------ | ------------------------------------------ | ------------------------------------------ | ------------------------------------------ | ------------------------------------------ | ------------------------------------------ | ------------------------------------------ | ------------------------------------------ | ------------------------------------------ | ------------------------------------------ | ------------------------------------------ | ------------------------------------------ | ------------------------------------------ | ------------------------------------------ |

## Teams og kørere
- Deltager listen udkom d. 16 Marts 2011. [1]

| Team                        | Bil type            | Nr. | Kører                | Deltagende |
| --------------------------- | ------------------- | --- | -------------------- | ---------- |
| WestCoast Racing            | BMW 320si           | 1   | Richard Göransson    | 1, 4–9     |
| WestCoast Racing            | BMW 320si           | 66  | Martin Öhlin         | Alle       |
| Polestar Racing             | Volvo C30           | 2   | James Thompson       | 1–5        |
| Polestar Racing             | Volvo C30           | 3   | Gabriele Tarquini    | 6–7        |
| Polestar Racing             | Volvo C30           | 4   | Robert Dahlgren      | 8–9        |
| Polestar Racing             | Volvo C30           | 7   | Tommy Rustad         | Alle       |
| Flash Engineering           | BMW 320si           | 5   | Colin Turkington     | Alle       |
| Flash Engineering           | BMW 320si           | 50  | Jan Nilsson          | Alle       |
| Flash Engineering           | BMW 320si           | 95  | Daniel Roos          | 9          |
| Team Bygma                  | SEAT León           | 6   | Jason Watt           | 1–2, 7–8   |
| SEAT Dealer Team/Brovallen  | SEAT León           | 8   | Roger Eriksson       | Alle       |
| SEAT Dealer Team/Brovallen  | SEAT León           | 90  | Tobias Johansson     | Alle       |
| Chevrolet Motorsport Sweden | Chevrolet Cruze     | 10  | Michel Nykjær        | 8–9        |
| Chevrolet Motorsport Sweden | Chevrolet Cruze     | 11  | Rickard Rydell       | Alle       |
| Chevrolet Motorsport Sweden | Chevrolet Cruze     | 12  | Viktor Hallrup       | Alle       |
| Biogas.se                   | Volkswagen Scirocco | 14  | Fredrik Ekblom       | Alle       |
| Biogas.se                   | Volkswagen Scirocco | 15  | Patrik Olsson        | Alle       |
| Biogas.se                   | Volkswagen Scirocco | 41  | Johan Kristoffersson | 5–9        |
| Biogas.se                   | Volkswagen Scirocco | 42  | Alexander Graff      | 4          |
| Biogas.se                   | Volkswagen Scirocco | 51  | Thed Björk           | 9          |
| Seco Tools Racing Team      | Honda Accord        | 17  | Tomas Engström       | 1–4, 6, 9  |
| Hartmann Racing             | Honda Accord        | 18  | Fabrizio Giovanardi  | 7          |
| Hartmann Racing             | Honda Accord        | 87  | Casper Elgaard       | 7          |
| MA:GP/IPS Motorsport        | Alfa Romeo 156      | 20  | Mattias Andersson    | Alle       |
| MA:GP/IPS Motorsport        | BMW 320si           | 21  | Johan Stureson       | Alle       |
| Danielsson Motorsport       | SEAT León           | 26  | Jens Hellström       | 5          |
| Danielsson Motorsport       | SEAT León           | 27  | Alx Danielsson       | 2–3, 5, 9  |
| Danielsson Motorsport       | SEAT León           | 28  | Tommy Lindroth       | 2          |
| Danielsson Motorsport       | SEAT León           | 29  | Thomas Faraas        | 3          |
| Danielsson Motorsport       | SEAT León           | 88  | Robin Appelqvist     | 9          |
| Appelqvist Racing           | Alfa Romeo 156 GTA  | 88  | Robin Appelqvist     | 2–3, 6     |
| Team Pansar Motorsport      | Alfa Romeo 156      | 89  | Claes Hoffsten       | 9          |
| Ebbesson Motorsport         | BMW 320si           | 96  | Andreas Ebbesson     | 1–6, 8–9   |
| BMS Event                   | BMW 320i            | 97  | Joakim Ahlberg       | Alle       |

## Løbs kalender og resultater
Kalenderen for 2011 STCC søsonen udkom d. 8 November 2010.
| Race | Race | Bane                   | Dato         | Pole position     | Hurtigste omgang  | Vinder              | Vinder team                 |
| ---- | ---- | ---------------------- | ------------ | ----------------- | ----------------- | ------------------- | --------------------------- |
| 1    | R1   | Jyllandsringen         | 23 April     | Tommy Rustad      | Richard Göransson | Jason Watt          | Jason Watt Racing           |
| 1    | R2   | Jyllandsringen         | 23 April     |                   | Johan Stureson    | Johan Stureson      | MA:GP/IPS Motorsport        |
| 2    | R3   | Ring Knutstorp         | 7 Maj        | Fredrik Ekblom    | Fredrik Ekblom    | Fredrik Ekblom      | Biogas.se                   |
| 2    | R4   | Ring Knutstorp         | 7 Maj        |                   | Martin Öhlin      | Mattias Andersson   | MA:GP/IPS Motorsport        |
| 3    | R5   | Mantorp Park           | 21 Maj       | Fredrik Ekblom    | Jan Nilsson       | Fredrik Ekblom      | Biogas.se                   |
| 3    | R6   | Mantorp Park           | 21 Maj       |                   | Jan Nilsson       | Jan Nilsson         | Flash Engineering           |
| 4    | R7   | Göteborg City Race     | 18 Juni      | Rickard Rydell    | Rickard Rydell    | Rickard Rydell      | Chevrolet Motorsport Sweden |
| 4    | R8   | Göteborg City Race     | 18 Juni      |                   | Rickard Rydell    | Richard Göransson   | WestCoast Racing            |
| 5    | R9   | Falkenbergs Motorbana  | 2 Juli       | Fredrik Ekblom    | Richard Göransson | Fredrik Ekblom      | Biogas.se                   |
| 5    | R10  | Falkenbergs Motorbana  | 2 Juli       |                   | Tommy Rustad      | Jan Nilsson         | Flash Engineering           |
| 6    | R11  | Karlskoga Motorstadion | 13 August    | Richard Göransson | Richard Göransson | Richard Göransson   | WestCoast Racing            |
| 6    | R12  | Karlskoga Motorstadion | 13 August    |                   | Richard Göransson | Richard Göransson   | WestCoast Racing            |
| 7    | R13  | Jyllandsringen         | 28 August    | Tommy Rustad      | Tommy Rustad      | Tommy Rustad        | Polestar Racing             |
| 7    | R14  | Jyllandsringen         | 28 August    |                   | Richard Göransson | Fabrizio Giovanardi | Hartmann Racing             |
| 8    | R15  | Ring Knutstorp         | 10 September | Rickard Rydell    | Rickard Rydell    | Rickard Rydell      | Chevrolet Motorsport Sweden |
| 8    | R16  | Ring Knutstorp         | 10 September |                   | Tommy Rustad      | Tommy Rustad        | Polestar Racing             |
| 9    | R17  | Mantorp Park           | 24 September | Rickard Rydell    | Michel Nykjær     | Rickard Rydell      | Chevrolet Motorsport Sweden |
| 9    | R18  | Mantorp Park           | 24 September |                   | Rickard Rydell    | Robert Dahlgren     | Polestar Racing             |

### Kørernes Mesterskab
| Pos                       | Kører                     | JYL                       | JYL                       | KNU                       | KNU                       | MAN                       | MAN                       | GÖT                       | GÖT                       | FAL                       | FAL                       | KAR                       | KAR                       | JYL                       | JYL                       | KNU                       | KNU                       | MAN                       | MAN                       | Pts                       |
| Scandinavian mesterskabet | Scandinavian mesterskabet | Scandinavian mesterskabet | Scandinavian mesterskabet | Scandinavian mesterskabet | Scandinavian mesterskabet | Scandinavian mesterskabet | Scandinavian mesterskabet | Scandinavian mesterskabet | Scandinavian mesterskabet | Scandinavian mesterskabet | Scandinavian mesterskabet | Scandinavian mesterskabet | Scandinavian mesterskabet | Scandinavian mesterskabet | Scandinavian mesterskabet | Scandinavian mesterskabet | Scandinavian mesterskabet | Scandinavian mesterskabet | Scandinavian mesterskabet | Scandinavian mesterskabet |
| ------------------------- | ------------------------- | ------------------------- | ------------------------- | ------------------------- | ------------------------- | ------------------------- | ------------------------- | ------------------------- | ------------------------- | ------------------------- | ------------------------- | ------------------------- | ------------------------- | ------------------------- | ------------------------- | ------------------------- | ------------------------- | ------------------------- | ------------------------- | ------------------------- |
| 1                         | Rickard Rydell            | 4                         | 5                         | 3                         | Ret                       | 2                         | 4                         | 1                         | 5                         | 3                         | 5                         | 5                         | 4                         | Ret                       | 5                         | 1                         | 6                         | 1                         | 4                         | 229                       |
| 2                         | Fredrik Ekblom            | 11                        | 10                        | 1                         | 6                         | 1                         | 6                         | 2                         | 3                         | 1                         | 8                         | 3                         | 5                         | 3                         | 10                        | 2                         | 7                         | 2                         | 3                         | 227                       |
| 3                         | Tommy Rustad              | 2                         | 13                        | 2                         | 5                         | 6                         | 2                         | 7                         | 4                         | 14                        | 7                         | 2                         | Ret                       | 1                         | 13                        | 8                         | 1                         | DNS                       | 11                        | 168                       |
| 4                         | Johan Stureson            | 6                         | 1                         | 7                         | 2                         | 15                        | 11                        | 5                         | 11                        | 7                         | 2                         | 6                         | 2                         | 5                         | 15                        | 7                         | 5                         | 13                        | 8                         | 147                       |
| 5                         | Colin Turkington          | 7                         | 2                         | 6                         | 3                         | Ret                       | 10                        | 11                        | 10                        | 4                         | 3                         | 16                        | 9                         | 2                         | Ret                       | 6                         | 2                         | 12                        | 6                         | 130                       |
| 6                         | Richard Göransson         | Ret                       | DNS                       |                           |                           |                           |                           | 8                         | 1                         | 2                         | 6                         | 1                         | 1                         | Ret                       | 6                         | Ret                       | 16                        | 9                         | 19                        | 115                       |
| 7                         | Mattias Andersson         | 8                         | 4                         | 8                         | 1                         | Ret                       | 12                        | 12                        | 12                        | Ret                       | DNS                       | 15                        | 10                        | 6                         | 2                         | 13                        | Ret                       | 8                         | 2                         | 94                        |
| 8                         | Jan Nilsson               | 9                         | 6                         | 10                        | 7                         | 7                         | 1                         | 10                        | 8                         | 8                         | 1                         | Ret                       | 6                         | 10                        | 11                        | 15                        | Ret                       | 10                        | 21                        | 92                        |
| 9                         | Patrik Olsson             | 10                        | Ret                       | 5                         | 4                         | 9                         | 8                         | 14                        | 7                         | 5                         | 4                         | 14                        | 8                         | Ret                       | 8                         | Ret                       | 10                        | 4                         | 5                         | 88                        |
| 10                        | Johan Kristoffersson      |                           |                           |                           |                           |                           |                           |                           |                           | Ret                       | Ret                       | 4                         | 7                         | 4                         | 4                         | 5                         | 3                         | 3                         | 9                         | 84                        |
| 11                        | Roger Eriksson            | 5                         | 3                         | 9                         | Ret                       | 4                         | 7                         | 9                         | 9                         | Ret                       | 10                        | 8                         | 3                         | 11                        | 16                        | 12                        | 9                         | 22                        | 20                        | 71                        |
| 12                        | James Thompson            | 3                         | 8                         | 18                        | 11                        | 5                         | 5                         | 3                         | 6                         | Ret                       | 9                         |                           |                           |                           |                           |                           |                           |                           |                           | 64                        |
| 13                        | Tomas Engström            | 12                        | 11                        | 11                        | Ret                       | 3                         | 3                         | 4                         | 2                         |                           |                           | 10                        | Ret                       |                           |                           |                           |                           | 14                        | 14                        | 61                        |
| 14                        | Robert Dahlgren           |                           |                           |                           |                           |                           |                           |                           |                           |                           |                           |                           |                           |                           |                           | 3                         | 4                         | 6                         | 1                         | 60                        |
| 15                        | Martin Öhlin              | Ret                       | 7                         | 4                         | 10                        | 14                        | 9                         | 13                        | 13                        | 12                        | Ret                       | 7                         | 11                        | 7                         | 3                         | 9                         | 8                         | Ret                       | 12                        | 54                        |
| 16                        | Fabrizio Giovanardi       |                           |                           |                           |                           |                           |                           |                           |                           |                           |                           |                           |                           | 8                         | 1                         |                           |                           |                           |                           | 29                        |
| 17                        | Jason Watt                | 1                         | Ret                       | 12                        | 9                         |                           |                           |                           |                           |                           |                           |                           |                           | 12                        | Ret                       | Ret                       | DNS                       |                           |                           | 27                        |
| 18                        | Michel Nykjær             |                           |                           |                           |                           |                           |                           |                           |                           |                           |                           |                           |                           |                           |                           | 4                         | 15                        | 5                         | 18                        | 22                        |
| 19                        | Viktor Hallrup            | DNS                       | DNS                       | 13                        | 15                        | 10                        | 15                        | 6                         | Ret                       | 13                        | Ret                       | 12                        | 15                        | 13                        | 7                         | 10                        | 11                        | 11                        | 15                        | 16                        |
| 20                        | Thed Björk                |                           |                           |                           |                           |                           |                           |                           |                           |                           |                           |                           |                           |                           |                           |                           |                           | 7                         | 7                         | 12                        |
| 21                        | Andreas Ebbesson          | 13                        | 9                         | 16                        | 8                         | 13                        | Ret                       | 16                        | 15                        | 9                         | 11                        | 9                         | 14                        |                           |                           | 14                        | 12                        | 19                        | 17                        | 10                        |
| 22                        | Tobias Johansson          | 14                        | 12                        | 15                        | Ret                       | 11                        | DSQ                       | 15                        | 17                        | 6                         | 14                        | Ret                       | 12                        | 14                        | 14                        | Ret                       | 13                        | 16                        | 13                        | 8                         |
| 23                        | Alx Danielsson            |                           |                           | 14                        | 12                        | 8                         | Ret                       |                           |                           | Ret                       | DNS                       |                           |                           |                           |                           |                           |                           | 15                        | 10                        | 5                         |
| 24                        | Gabriele Tarquini         |                           |                           |                           |                           |                           |                           |                           |                           |                           |                           | 11                        | 13                        | Ret                       | 9                         |                           |                           |                           |                           | 2                         |
| 25                        | Casper Elgaard            |                           |                           |                           |                           |                           |                           |                           |                           |                           |                           |                           |                           | 9                         | Ret                       |                           |                           |                           |                           | 2                         |
| 26                        | Jens Hellström            |                           |                           |                           |                           |                           |                           |                           |                           | 10                        | 12                        |                           |                           |                           |                           |                           |                           |                           |                           | 1                         |
| 27                        | Joakim Ahlberg            | 15                        | 14                        | 17                        | 13                        | 16                        | 14                        | 18                        | 14                        | 11                        | 13                        | 13                        | Ret                       | 15                        | 12                        | 11                        | 14                        | 18                        | 16                        | 0                         |
| 28                        | Thomas Faraas             |                           |                           |                           |                           | 12                        | 13                        |                           |                           |                           |                           |                           |                           |                           |                           |                           |                           |                           |                           | 0                         |
| 29                        | Tommy Lindroth            |                           |                           | Ret                       | 14                        |                           |                           |                           |                           |                           |                           |                           |                           |                           |                           |                           |                           |                           |                           | 0                         |
| 30                        | Alexander Graff           |                           |                           |                           |                           |                           |                           | 17                        | 16                        |                           |                           |                           |                           |                           |                           |                           |                           |                           |                           | 0                         |
| 31                        | Robin Appelqvist          |                           |                           | Ret                       | Ret                       | Ret                       | 16                        |                           |                           |                           |                           | DNS                       | DNS                       |                           |                           |                           |                           | 20                        | Ret                       | 0                         |
| 32                        | Daniel Roos               |                           |                           |                           |                           |                           |                           |                           |                           |                           |                           |                           |                           |                           |                           |                           |                           | 17                        | 22                        | 0                         |
| 33                        | Claes Hoffsten            |                           |                           |                           |                           |                           |                           |                           |                           |                           |                           |                           |                           |                           |                           |                           |                           | 21                        | Ret                       | 0                         |
| Semcon Cup                |                           |                           |                           |                           |                           |                           |                           |                           |                           |                           |                           |                           |                           |                           |                           |                           |                           |                           |                           |                           |
| 1                         | Joakim Ahlberg            | 15                        | 14                        | 17                        | 13                        | 16                        | 14                        | 18                        | 14                        | 11                        | 13                        | 13                        | Ret                       | 15                        | 12                        | 11                        | 14                        | 18                        | 16                        | 310                       |
| 2                         | Andreas Ebbesson          | 13                        | 9                         | 16                        | 8                         | 13                        | Ret                       | 16                        | 15                        | 9                         | 11                        | 9                         | 14                        |                           |                           | 14                        | 12                        | 19                        | 17                        | 303                       |
| 3                         | Tobias Johansson          | 14                        | 12                        | 15                        | Ret                       | 11                        | DSQ                       | 15                        | 17                        | 6                         | 14                        | Ret                       | 12                        | 14                        | 14                        | Ret                       | 13                        | 16                        | 13                        | 302                       |
| 4                         | Daniel Roos               |                           |                           |                           |                           |                           |                           |                           |                           |                           |                           |                           |                           |                           |                           |                           |                           | 17                        | 22                        | 30                        |
| 5                         | Robin Appelqvist          |                           |                           | Ret                       | Ret                       | Ret                       | 16                        |                           |                           |                           |                           | DNS                       | DNS                       |                           |                           |                           |                           | 20                        | Ret                       | 28                        |
| Pos                       | Driver                    | JYL                       | JYL                       | KNU                       | KNU                       | MAN                       | MAN                       | GÖT                       | GÖT                       | FAL                       | FAL                       | KAR                       | KAR                       | JYL                       | JYL                       | KNU                       | KNU                       | MAN                       | MAN                       | Pts                       |

| Farve      | Resultat                                      |
| ---------- | --------------------------------------------- |
| Guld       | Vinder                                        |
| Silver     | 2. plads                                      |
| Bronze     | 3. plads                                      |
| Grøn       | points                                        |
| Blue       | ingen points                                  |
| Blue       | Ikke-klassificeret (NC)                       |
| Purple     | Ikke fuldført (Ret)                           |
| Red        | Ikke kvalificeret (DNQ)                       |
| Red        | Ikke prækvalificeret (DNPQ)                   |
| Black      | diskvalificeret (DSQ)                         |
| White      | Ikke-startet (DNS)                            |
| White      | Løbet aflyst (C)                              |
| Light blue | Kun testet (PO)                               |
| Light blue | Fredag testkører (TD) (fra 2003 og fremefter) |
| Blank      | Har ikke testkørt (DNP)                       |
| Blank      | Ekskluderet (EX)                              |
| Blank      | Ikke ankommet (DNA)                           |
| Blank      | Trak ind før begivenheden (WD)                |
| P          | Poleposition                                  |
| H          | Hurtigste runde                               |
| PH         | Både poleposition og hurtigste runde          |

### Teams' Mesterskab
| Pos | Team                        | JYL | JYL | KNU | KNU | MAN | MAN | GÖT | GÖT | FAL | FAL | KAR | KAR | JYL | JYL | KNU | KNU | MAN | MAN | Pts |
| --- | --------------------------- | --- | --- | --- | --- | --- | --- | --- | --- | --- | --- | --- | --- | --- | --- | --- | --- | --- | --- | --- |
| 1   | Biogas.se                   | 10  | 10  | 1   | 4   | 1   | 6   | 2   | 3   | 1   | 4   | 3   | 5   | 3   | 8   | 2   | 7   | 2   | 3   | 327 |
| 1   | Biogas.se                   | 11  | Ret | 5   | 6   | 9   | 8   | 14  | 7   | 5   | 8   | 14  | 8   | Ret | 10  | Ret | 10  | 4   | 5   | 327 |
| 2   | Polestar Racing             | 2   | 8   | 2   | 5   | 5   | 2   | 3   | 4   | 14  | 7   | 2   | 13  | 1   | 9   | 3   | 1   | 6   | 1   | 312 |
| 2   | Polestar Racing             | 3   | 13  | 18  | 11  | 6   | 5   | 7   | 6   | Ret | 9   | 11  | Ret | Ret | 13  | 8   | 4   | DNS | 11  | 312 |
| 3   | MA:GP/IPS Motorsport        | 6   | 1   | 7   | 1   | 15  | 11  | 5   | 11  | 7   | 2   | 6   | 2   | 5   | 2   | 7   | 5   | 8   | 2   | 266 |
| 3   | MA:GP/IPS Motorsport        | 8   | 4   | 8   | 2   | Ret | 12  | 12  | 12  | Ret | DNS | 15  | 10  | 6   | 15  | 13  | Ret | 13  | 8   | 266 |
| 4   | Chevrolet Motorsport Sweden | 4   | 5   | 3   | 15  | 2   | 4   | 1   | 5   | 3   | 5   | 5   | 4   | 13  | 5   | 1   | 6   | 1   | 4   | 263 |
| 4   | Chevrolet Motorsport Sweden | DNS | DNS | 13  | Ret | 10  | 15  | 6   | Ret | 13  | Ret | 12  | 15  | Ret | 7   | 10  | 11  | 11  | 15  | 263 |
| 5   | Flash Engineering           | 7   | 2   | 6   | 3   | 7   | 1   | 10  | 8   | 4   | 1   | 16  | 6   | 2   | 11  | 6   | 2   | 10  | 6   | 239 |
| 5   | Flash Engineering           | 9   | 6   | 10  | 7   | Ret | 10  | 11  | 10  | 8   | 3   | Ret | 9   | 10  | Ret | 15  | Ret | 12  | 21  | 239 |
| 6   | WestCoast Racing            | Ret | 7   | 4   | 10  | 14  | 9   | 8   | 1   | 2   | 6   | 1   | 1   | 7   | 3   | 9   | 8   | 9   | 12  | 192 |
| 6   | WestCoast Racing            | Ret | DNS |     |     |     |     | 13  | 13  | 12  | Ret | 7   | 11  | Ret | 6   | Ret | 16  | Ret | 19  | 192 |
| 7   | SEAT Dealer Team            | 5   | 3   | 9   | Ret | 4   | 7   | 9   | 9   | Ret | 10  | 8   | 3   | 11  | 16  | 12  | 9   | 22  | 20  | 78  |
| 8   | Seco Tools Racing Team      | 12  | 11  | 11  | Ret | 3   | 3   | 4   | 2   |     |     | 10  | Ret |     |     |     |     | 14  | 14  | 65  |
| 9   | Hartmann Racing             |     |     |     |     |     |     |     |     |     |     |     |     | 8   | 1   |     |     |     |     | 35  |
| 9   | Hartmann Racing             |     |     |     |     |     |     |     |     |     |     |     |     | 9   | Ret |     |     |     |     | 35  |
| 10  | Team Bygma                  | 1   | Ret | 12  | 9   |     |     |     |     |     |     |     |     | 12  | Ret | Ret | DNS |     |     | 29  |
| 11  | Danielsson Motorsport       |     |     | 14  | 12  | 8   | 13  |     |     | 10  | 12  |     |     |     |     |     |     | 15  | 10  | 12  |
| 11  | Danielsson Motorsport       |     |     | Ret | 14  | 12  | Ret |     |     | Ret | DNS |     |     |     |     |     |     | 20  | Ret | 12  |
| Pos | Team                        | JYL | JYL | KNU | KNU | MAN | MAN | GÖT | GÖT | FAL | FAL | KAR | KAR | JYL | JYL | KNU | KNU | MAN | MAN | Pts |

| Farve      | Resultat                                      |
| ---------- | --------------------------------------------- |
| Guld       | Vinder                                        |
| Silver     | 2. plads                                      |
| Bronze     | 3. plads                                      |
| Grøn       | points                                        |
| Blue       | ingen points                                  |
| Blue       | Ikke-klassificeret (NC)                       |
| Purple     | Ikke fuldført (Ret)                           |
| Red        | Ikke kvalificeret (DNQ)                       |
| Red        | Ikke prækvalificeret (DNPQ)                   |
| Black      | diskvalificeret (DSQ)                         |
| White      | Ikke-startet (DNS)                            |
| White      | Løbet aflyst (C)                              |
| Light blue | Kun testet (PO)                               |
| Light blue | Fredag testkører (TD) (fra 2003 og fremefter) |
| Blank      | Har ikke testkørt (DNP)                       |
| Blank      | Ekskluderet (EX)                              |
| Blank      | Ikke ankommet (DNA)                           |
| Blank      | Trak ind før begivenheden (WD)                |
| P          | Poleposition                                  |
| H          | Hurtigste runde                               |
| PH         | Både poleposition og hurtigste runde          |

## Ekstern henvisninger
- Official website of the Scandinavian Touring Car Championship

### Fodnoter
1. ↑  Touring Car Times: Official Entry list STCC 2011 – Updated 110415